# ピュグマイオイ

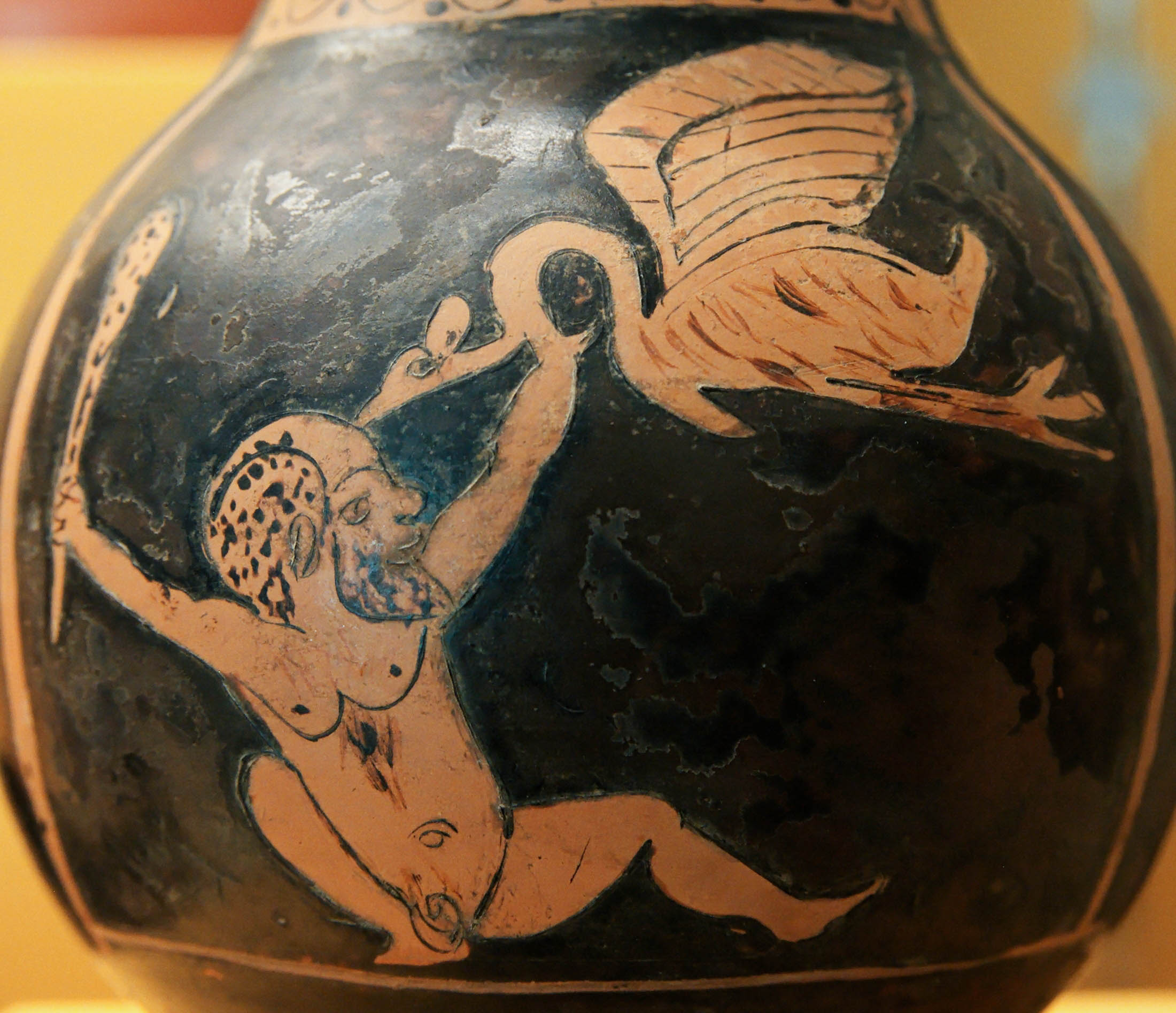
ツルと争うピュグマイオイを描いたアッティカ赤絵式オイノコエー。紀元前430年-420年頃。スペイン国立考古学博物館所蔵。

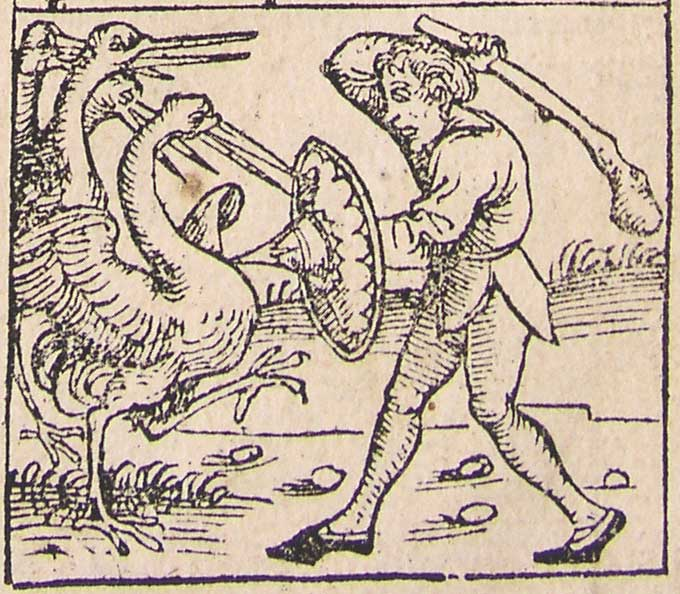
ツルと戦うピュグマイオイ。『ニュルンベルク年代記』（1493年）より。

ピュグマイオイ (古希: Πυγμαῖοι, Pygmaioi) は、ギリシア神話に登場する小人族である。その名前は "pygmê" （肘から先の長さ＝約35cm）に由来する。英語では「ピグミー」。ホメーロスの叙事詩『イーリアス』の記述では、ピュグマイオイは冬季になると「オーケアノス」（大地を取り巻くといわれた海流）南岸に渡っていくツルと闘争を繰り広げているという。工芸品では小さなピュグマイオイがヤギの背中に乗り、槍とパチンコでツルと戦う場面が描かれている。クリミア半島パンティカパイオン付近の墓地遺跡にはアオサギの群れと戦うピュグマイオイの姿が描かれている。
ピュグマイオイの姿形はずんぐりとして滑稽な小人として描かれることが多い。
ツルとの争いには起源があるといい、とある話では美貌を誇った女神ヘーラーを怒らせてしまったピュグマイオイの女性ゲラナがその姿をツルに変えられてしまったことが発端だという。
別の伝説ではギリシア神話の英雄ヘーラクレースと出会ったピュグマイオイがその就寝中のヘーラクレースによじ登り、彼を縛り上げようとしたが途中で起き上がったために失敗に終わったという。このエピソードはスウィフトにインスピレーションを与え、『ガリバー旅行記』のガリバーとリリパットの住民に置き換えられたという。
後世のギリシア人地理学者や作家はピュグマイオイの国の位置関係を推定し、時には遥かインド、ある時はエチオピアと考えられた。
プリニウスは『博物誌』の中で次のように述べている。
| 「 | 遥か遠くの山岳地方を越え、3スパン（約27センチ）のピグミー族について述べる。彼らは3スパンほどの身長もなく、北方は山脈によって守られており、気候は温暖で常に春の陽気だ。ホメーロスはこの種族がツルと敵対関係にあると記録している。春になると3ヶ月もかけて、羊や雌山羊の背にまたがって、弓矢で武装して海まで下り、ツルの卵や雛を捕らえるとホメロスは記録している。そうしなければピグミー族はツルの群れから彼ら自身を守ることが出来ないのだ。彼らの家は泥と羽毛と卵の殻で建てられているという。アリストテレースはピグミーが洞穴に住んでいると述べているが、それ以外の記述はおおむね他の記述家と一致した見解を述べている」－－プリニウス『博物誌』7巻23－30 | 」 |

中央アフリカの実在するピグミー族の名はピュグマイオイに由来するが、古代ギリシア人は彼らを知らなかったであろうし、関連付けて考えることは妥当ではない。しかしながらムブティ族やトゥワ族などの実在のピグミーに関する誤った伝聞がギリシアの伝説の元になったという可能性も否定できない。どちらもバンツー族の進出前のBC200-AD500頃にはアフリカの広域に分布していたと考えられている。ヘーロドトスはアフリカ西岸を何ヶ月にもわたって南方へ旅行したという、ペルシアの案内人サタスペスがシュロの葉を着た小人に出会ったという話を語ってさえいる。19世紀になってヨーロッパ人がアフリカの小人に出会うまでピュグマイオイ（ピグミー）は神話でしかなかった。